# Lebensborn
De vereniging Lebensborn e.V. (Duits: Lebensborn e.V.; letterlijk vertaald: "Levensbron", e.v. staat voor eingetragener Verein, "geregistreerde vereniging") was een van staatswege opgerichte vereniging door nazi-Duitsland. De vereniging had tot doel het geboortecijfer te verhogen teneinde een zuiver, Arisch ras te scheppen in overeenstemming met nationaalsocialistische rassen- en gezondheidsideologie. Lebensborn was deel van Himmlers persoonlijke staf.

## Ideologische grondslagen van Lebensborn
Lebensborn was een ideologisch gegrondvest project van Heinrich Himmler, waaraan hij een modelfunctie voor de toekomst van Duitsland toedichtte. De denkbeelden aangaande bevolkingspolitiek van de vereniging werden bepaald door volgende ideologische uitgangspunten:
- De redding van de – volgens het nazisme als enige voor heerschappij geschikte – "noordelijke rassen" van de ondergang die dreigde door negatieve bevolkingsgroei
- De samenvoeging van alle “Germaanse” volkeren in een op te bouwen "rijk", als eerste stap richting de oprichting van een imperium op nationaalsocialistische grondslag
- De waarde van een volk wordt afgemeten aan zijn bevolkingsgrootte en de "rassenkwaliteit" van zijn soldaten en soldatenmoeders
- Toename van het geboortecijfer met gelijktijdige "rassenveredeling" (verbetering van de "rassenkwaliteit" van het Duitse volk)

De Lebensborn-vereniging hing deze ideologische stelregels aan en probeerde ze op het gebied van de verzorging van kinderen door de moeder in de praktijk te brengen. Centraal doel van de vereniging was het voorkomen van abortus en daarmee de verhoging van het geboortecijfer. Echter niet in de zin van de Kerk, maar ten behoeve van de "nieuwe moraal" van de actieve, door ras bepaalde, nationaalsocialistische bevolkingspolitiek. Hieronder vielen ook de sociale maatregelen die door Lebensborn doorgevoerd werden voor ongehuwde moeders "van goeden bloede" (moeders "van anderen bloede" en met name diegene die "erfziekten" hadden konden, als keerzijde van de raciale "elite", onder meer gedwongen gesteriliseerd worden). De nationaalsocialisten zetten zo de eugenetica-theorie, die in westelijke staten (waaronder de VS en Zweden) nog tot 1974 soms "wetenschappelijk" besproken werd, in daden om. Ook in Europa en in de Verenigde Staten kwam het tot verplichte sterilisatie.

## Geschiedenis en organisatie

### Geboortecijfer en nationaalsocialistische maatregelen
Na de Eerste Wereldoorlog was het geboortecijfer sterk teruggelopen, van 894.978 levendgeborenen in 1920 tot 516.793 in 1932. Geen ander geïndustrialiseerd land kende een dergelijke trendbreuk in de demografische statistieken. Het overschot aan vrouwen (voornamelijk ten gevolge van de Eerste Wereldoorlog) bedroeg ongeveer 2 miljoen. In 1937 schatte de Reichsführer-SS en hoofd van de Duitse politie, Heinrich Himmler, het aantal abortussen op 600.000 tot 800.000 op jaarbasis en daarmee duidelijk hoger dan het geboortecijfer. Per jaar stierven ook ongeveer 30.000 vrouwen ten gevolge van een abortus en als gevolg van ondeugdzame ingrepen werden op termijn zo'n 300.000 vrouwen per jaar onvruchtbaar. Om deze ontwikkelingen tegen te gaan, startte de Nationalsozialistische Volkswohlfahrt (NSV) in maart 1934 het Steunprogramma Moeder en Kind. Dit programma beschikte over enorme financiële middelen, meer dan de helft van de totale opbrengst van het Wintersteunprogramma. De Vereniging Duits Instituut voor Jeugdzorg bekommerde zich om buitenechtelijke kinderen, van wie de vader alimentatie weigerde te betalen. Huwelijken werden aangemoedigd door middel van subsidies in de vorm van waardebonnen voor meubels en huisraad tot 1000 Reichsmark. Het oprichten van de concurrerende Lebensborn e.V. door de SS moet ook in deze sociaal-politieke context gezien worden.

### Oprichting en statuut van de vereniging
Al in 1931 richtte Himmler een aparte afdeling op die de raszuiverheid binnen de SS moest controleren, deze afdeling heette Rasse-und-Siedlungshauptamt-SS, afgekorte de RuSHA. Onder vlag van de RuSHA werd de Lebensborn-vereniging opgericht. Dit gebeurde op initiatief van Himmler op 12 december 1935 in Berlijn. De Lebensborn e.V. werd opgericht met als doel de prioritaire begeleiding van ongehuwde moeders. De vereniging was organisatorisch bij de SS ingedeeld, maar behield de vorm van zelfstandig rechtspersoon om eigenaar te kunnen zijn van tehuizen en ander bezit en ook om het mogelijk te maken voor niet-SS'ers om toe te treden. Bij de oprichting werd ook een passend statuut met de raciale verenigingsdoelen ingediend. Op 15 augustus 1936 opende Lebensborn het eerste tehuis "Hochland", te Steinhöring bij Ebersberg in Opper-Beieren. Het tehuis beschikte in het begin over 30 bedden voor moeders en 55 voor kinderen. Tot 1940 verdubbelde echter het aantal bedden. Directeur van de vereniging waren achtereenvolgens SS-Sturmbannführer Guntram Pflaum en ingaande 15 mei 1940 tot het einde van de oorlog SS-Standartenführer Max Sollman. Medisch directeur was vanaf het eerste begin SS-Oberführer dokter Gregor Ebner.

### Voorwaarden voor opname
Vrouwen die om opname in het programma verzochten, moesten volgens de statuten van oorsprong, zoals het heette, "in rassen- en biologisch erfelijk opzicht aan alle verwachtingen voldoen die in de SS over het algemeen gelden". Met name moesten de vrouwen dezelfde vereisten vervullen als ieder ander kandidaat-lid van de SS bij de toetreding en het huwelijk:
- Ze moesten een Groot Certificaat van Afstamming overleggen met documentatie van voorvaderen teruggaand tot 1 januari 1800, zoals ook voor de NSDAP en haar onderafdelingen verplicht was.
- Een vragenlijst aangaande erfelijke gezondheid, waarin alle mogelijk erfelijke belastingen in de familie opgesomd werden, moest worden ingevuld.
- Er werd door een arts (eerst een SS-arts, later wegens gebrek ook andere artsen) een vragenlijst van medisch onderzoek opgesteld ter documentatie van de gezondheid en "ter beoordeling van ras".
- De kandidate moest een ingevulde vragenlijst overhandigen aangaande haar persoon, haar beroep, ziektekostenverzekering, partijlidmaatschap, huwelijksvooruitzichten enzovoorts, alsmede een handgeschreven chronologie van haar leven, toegelicht met foto's.
- Ongehuwde toekomstige moeders moesten daarenboven een verklaring onder ede afleggen, dat de aangegeven man ook echt de vader van het kind was.

Dergelijke documenten moesten ook door de toekomstige vader ingediend worden, die dus altijd bekend moest zijn. SS-leden waren alleen vrijgesteld van deze verplichting als voor de moeder al een huwelijksvergunning uitgegeven was door het Ministerie van Ras en Volkshuisvesting.
In het begin leidden de selectiecriteria tot een stevige schifting van kandidaten. Deze criteria werden later echter, ten gevolge van het verloop van de oorlog, stevig afgezwakt tot op het punt dat ongeveer 75% van de aanvragen gehonoreerd werden. De enorme verliezen aan mankracht ten gevolge van de oorlog en de immer afnemende bevolkingsgroei onder de Duitsers noopten ertoe de "raciale selectie" niet meer zo op de voorgrond te plaatsen en compromissen te sluiten tussen de "noodzakelijke kwaliteit” en de “hoogst haalbare rassenkwaliteit".

### Begeleiding in de tehuizen
Als onderafdeling van de SS was Lebensborn in staat om absolute geheimhouding aangaande bevallingen te garanderen. De SS-eigen bureaus van de burgerlijke stand en politie in de Lebensborn-huizen zorgden ervoor dat het "thuisfront" van een ongehuwde moeder nooit over de bevalling te horen kreeg - alleenstaande moeders kregen destijds weinig sociaal begrip. Als de opname goedgekeurd was, kon de aanstaande moeder desgewenst haar zwangerschap ver verwijderd van haar woonplaats doorbrengen en tot enige weken na de bevalling wonen in een tehuis van de Lebensborn-vereniging. Daarna waren er verschillende mogelijkheden. Aanzienlijke aantallen vrouwen gingen werken in de Lebensborn-tehuizen om in de buurt van hun kind(eren) te kunnen zijn. Maar er was ook de mogelijkheid om de kinderen overdag te laten verzorgen in het tehuis terwijl de vrouw ging werken. En ten slotte kon de vrouw het kind ook langere tijd laten opnemen in een pleeggezin of afstaan ter adoptie. Voor zover de vrouwen na hun bevalling ongehuwd waren en bleven, nam de Lebensborn-vereniging de voogdij over de kinderen op zich.
De kinderen werden gedoopt middels een ritueel dat een combinatie was van Germaanse, nationaalsocialistische en pseudochristelijke elementen, middels dolkoplegging onder het hakenkruisbanier. Als doopgeschenk kreeg ieder kind een kandelaar mee, die gemaakt was door een gevangene van concentratiekamp Dachau. Het niveau van zorg in de Lebensborn-tehuizen lag ook tijdens de oorlog boven de levensstandaard van de Duitse bevolking. De medische zorg in de tehuizen was zelfs zo goed dat steeds meer echtgenotes van SS-officieren zich enkel en alleen voor de bevalling aanmeldden. Gedurende de oorlog waren de tehuizen ook zeer geliefd als woon- of verblijfsplaats, omdat ze voornamelijk buiten de gebieden lagen die als doelwit voor bombardementen golden. Tegen het einde van de oorlog werden de huizen ongeveer voor de helft bevolkt door vrouwen van SS-leden en voor de rest door ongehuwde moeders. Tussen de twee groepen kwam het regelmatig tot aanzienlijke spanningen. De kinderen die via Lebensborn ter wereld kwamen, konden in de tehuizen opgevoed worden en wellicht - als ze aan de "rassenvereisten" voldeden - geadopteerd worden. Daarbij werden die kandidaat-ouders voorgetrokken die familiebanden met de SS hadden. Na de oorlog (en na het wegvallen van de Lebensborn-vereniging) liep het met een groot aantal van deze kinderen slecht af. Ze werden gestigmatiseerd, mishandeld, seksueel misbruikt, in gestichten weggestopt of onder dwang geadopteerd. Als gevolg hiervan heeft een aanzienlijk aantal van hen zelfmoord gepleegd.

## Lebensborn en oorlogsmisdaden
Tijdens de oorlog bleek dat de inspanning van Lebensborn op zich niet voldoende was. Het geboortecijfer steeg weliswaar, maar niet zoveel als gewenst. En zeker niet genoeg om de verliezen in de oorlog tegen te gaan. Deze ontwikkeling noopte Himmler tot het instellen van het beleid waar Lebensborn berucht om werd:
- Himmler gaf zijn soldaten in bezet gebied opdracht om alle kinderen te ontvoeren die er 'ook maar enigszins Arisch uitzagen' en hen over te dragen aan de Lebensborn-vereniging om als Ariërs opgevoed te worden. Kinderen werden ontvoerd uit Polen en Denemarken, maar soms ook uit andere landen. Deze jonge kinderen werden onder valse voorwendselen weggevoerd, kregen een Duitse naam, werden verspreid over Lebensborn-tehuizen en mochten alleen nog Duits spreken. Ze werden beoordeeld naar hun Arische uiterlijk, voornamelijk de afstand voorhoofd-achterhoofd. De SS beschikte over zogenaamde 'Ariërtabellen' die over het lot van deze kinderen beslisten. De 'hoogste' categorie Ariër werd geadopteerd door een SS-familie, de 'laagste' ging naar een concentratiekamp.
- SS-troepen kregen bevel om zo veel mogelijk affaires aan te gaan met Noorse meisjes, om zo veel mogelijk kinderen te verwekken. Duitsland zag de Noren als een ras van Vikingen en verwant aan hun eigen ras. De Noorse bevolking mishandelde de betrokken meisjes vaak en bestempelde hen als 'Duitse hoeren'.

Daarnaast moesten SS'ers financieel bijdragen aan de Vereniging, tenzij ze vier of meer kinderen hadden (buitenechtelijk of uit hun huwelijk). Dit was voor SS'ers ook weer een aansporing om nageslacht te verwekken.

## De Lebensborn-tehuizen
Veel van de tehuizen van de Lebensborn-vereniging werden ingericht in gebouwen die van Joden onteigend waren. Sommige huizen werden aan de Vereniging geschonken.

### Tehuizen in Duitsland, binnen de grenzen van 1937 (het zogeheten Oude Rijk)
- "Hochland" in Steinhöring bij Ebersberg (1936 - april 1945) - bij oprichting: 50 bedden voor moeders (M) en 109 voor kinderen (K)
- "Harz" in Wernigerode (Harz) (1937) - 41 M / 48 K
- "Kurmark" in Klosterheide (Mark) (1937) - 23 M / 86 K
- Pommern* in Bad Polzin (Polen) (1938 - februari 1945) 60 M / 75 K
- "Friesland" Gut Hohehorst in Löhnhorst (tegenwoordig Schwanewede) bij Bremen (1937 - januari 1941) 34 M / 45 K
- Kindertehuis »Taunus« in Wiesbaden (1939 - maart 1945) - 55 K
- Oorlogsmoedertehuis in Stettin (1940)
- Kindertehuis »Sonnenwiese« in Kohren-Sahlis bij Leipzig (1942) - 170 K
- "Schwarzwald" in Nordrach (Baden) (1942)
- Kindertehuis »Franken« I und II in Schalkhausen b. Bocksberg (Kreis Ansbach) (1944)

Het totale aantal in de tehuizen geboren buitenechtelijke kinderen was op 31 december 1939 zo'n 770, waarvan er nog 354 in de tehuizen woonden.

### Tehuizen in het huidige Oostenrijk
- "Ostmark", later "Wienerwald" in Pernitz-Muggendorf bij Wenen (1938) - 49 M / 83 K
- "Alpenland" in Oberweis bij Gmunden (Traunsee) (1943)

### Tehuizen in het huidige Polen
- "Heimstätt" in Smoscewo/Regierungsbezirk Zichenau (april - juli 1944) - 22 houten huisjes voor ongehuwde moeders

### Tehuizen in andere, bezette gebieden

#### Luxemburg
- Kindertehuis "Moselland" in Bofferding bij Luxemburg (1943)

#### België
- "Heim Ardennen" in het Kasteel van Wégimont in Soumagne bij Luik (1943 - september 1944) - 30 M
- Mütterheim Wolvertem

Hier werden, op bevel van de militaire chef-staf België/Noord-Frankrijk,
Aanstaande moeders van germaanse bloeden, ..., die van bloeden zijn van leden van de Wehrmacht van het Duitse rijk of buitenlandse leden van Duitse steunorganisaties (de Waffen-SS, het Waalse (SS-)Legioen, Vlaamse SS, NSKK e.d.) of anderszins Duitsen bloeden
opgenomen. De Belgische Lebensborn-vereniging was er kennelijk stilletjes toe overgegaan ook puur buitenlandse kinderen op te nemen wier ouders beiden geen Duits staatsburger waren.

#### Frankrijk
- "Westland", later "Westwald" in Lamorlaye bij Chantilly (1944 - augustus 1944)

#### Nederland
- "Mütterheim Maastricht" in Villa Kanjel, Maastricht (1941-1944)
- "Lebensborn Gelderland" in Berchmanianum, Houtlaan, Nijmegen - 60 M / 100 K (nooit in bedrijf genomen)

#### Noorwegen
- "Heim Geilo" (1942) - 60 M / 20 K
- "Kinderheim Godthaab" bij Oslo (1942) - 165 K (in oktober 1943 met 250 kinderen tussen 3 maanden en 4 jaar opgezadeld)
- "Heim Hurdalsverk" (1942) - 40 M / 80 K
- "Heim Klekken" (1942)
- "Heim Bergen" in Hop bij Bergen (1943) - 20 M / 6 K
- "Kinderheim Stalheim" (1943) - 100 K
- "Stadtheim Oslo" (1943) - 20 M / 6 K
- "Stadtheim Trondheim" (1943) - 30 M / 10 K
- "Heim Os" bij Bergen - 80 K (nooit in bedrijf genomen)

Tot 30 september 1944 werden 6584 Noorsen in de Lebensborn-bevallingshuizen opgenomen.
In de loop van de oorlog werden in totaal 200 tot 250 Noorse kinderen met vijf luchttransporten naar de tehuizen Kohren-Sahlis, Hohehorst en Bad Polzin overgebracht. Ze werden of door hun vaders opgevangen of kwamen in de pleegzorg met als doel later geadopteerd te worden.

## Geboortestatistieken (zonder Noorwegen)
Per 31 december 1939: 1371 (totaal levend geboren) - daarvan ongeveer 770 buitenechtelijk geboren
Per 31 december 1940: 2408
Per 1 april 1942: 3477
Per 30 september 1943: 5047
Per 11 mei 1945: 7000 - 8000 totaal (geschat) - waarvan net 5000 buitenechtelijk geboren
Per 11 mei 1945 in tehuis "Hochland": 1438 totaal
In de Duitse Lebensborn-tehuizen werden tot het einde van de oorlog ongeveer 16.000 kinderen geboren. In Noorwegen, afhankelijk van de bron 7600. Veel kinderen hebben hun ouders nooit teruggevonden.
In Noorwegen vond een speciale discriminatie plaats tegen deze kinderen (tyskerbarn genoemd, Duitse kinderen) en hun moeders. In 1998 heeft minister-president Kjell Magne Bondevik hiervoor excuses aangeboden.
Een groep Noorse Lebensborn-kinderen is begin maart 2007 naar het Europees Hof voor de Rechten van de Mens gestapt om genoegdoening te vinden voor de jaren van mishandelingen en discriminatie. De groep verwachtte dat het Hof de Noorse Staat zou opdragen smartengeld te betalen. De aanklagers stellen dat de Noorse overheid nagelaten heeft deze groep kinderen te beschermen. Men spreekt van schuldig verzuim. Het lot van deze kinderen in de naoorlogse tijd was allerminst aantrekkelijk: opsluiting in psychiatrische instellingen, wegzending naar een school voor verstandelijk gehandicapten.
In juli 2007 heeft het Europees Hof voor de Rechten van de Mens de zaak afgewezen. Het hof stelde de Noorse rechtbanken die de klacht wegens verjaring hebben afgewezen, in het gelijk en weigerde de zaak in behandeling te nemen.
Abba-zangeres Anni-Frid Lyngstad is waarschijnlijk het bekendste Lebensborn-kind.

## Processen tegen het Ministerie van Ras en Volkshuisvesting
Als onderdeel van de Processen van Neurenberg vonden in het gerechtsgebouw van Neurenberg onder Amerikaanse leiding processen plaats tegen het Ministerie van Ras en Volkshuisvesting, tussen 1 juli 1947 en 10 maart 1948. De hoofdaanklager was de Amerikaanse militaire advocaat Telford Tayler. Tijdens deze processen stonden ook vier kopstukken van de Lebensborn-vereniging terecht. Het oordeel van de rechtbank was als volgt:
- SS-Sturmbannführer Dr. Gregor Ebner (leidinggevend arts) - 2 jaar, 8 maanden (uitgezeten)
- SS-Sturmbannführer Max Sollmann (directeur) - 2 jaar, 8 maanden (uitgezeten)
- SS-Hauptsturmführer mr.dr. Günther Tesch (leidinggevende hoofdafdeling rechtwezen)- 2 jaar, 10 maanden (uitgezeten)
- Inge Viermetz (plaatsvervangend chef van de hoofdafdeling arbeid) - vrijspraak

Dat de straf tegen deze vier Lebensborn-verdachten zo laag uitviel, kwam doordat de rechters hadden besloten dat de Lebensborn-vereniging een welzijnsorganisatie was. Daardoor zijn de vier verdachten vrij gesproken van misdaden tegen de menselijkheid en oorlogsmisdaden. De mannen zijn wel schuldig bevonden aan hun deelname aan de SS en hebben daarvoor een gevangenisstraf gekregen.

## Organisatie

#### Organisatorische opbouw van Amt L (Lebensborn)
- Reichsführer-SS Heinrich Himmler

- Leiter des Lebensborn e.V.
  - SS-Sturmbannführer Guntram Pflaum (1 januari 1938 - 15 maart 1940)
  - SS-Standartenführer Max Sollmann (15 maart 1940 - 8 mei 1945)

- Adjutant (Adjudant)
  - SS-Hauptsturmführer Wolfgang Überschaar (1942 - 8 mei 1945)

- Medisch leider van Lebensborn 
  - SS-Oberführer Gregor Ebner (1937 - 8 mei 1945)

- Leiter der Rechtsabteilung des Lebensborn
  - SS-Sturmbannführer Dr. Günther Tesch
  - Plaatsvervanger SS-Obersturmbannführer Hans-Hilmar Staudte

- Abteilung Stellenvermittlung (afdeling voor arbeidsbemiddeling)
  - Inge Viermetz (september 1939  - 1940)

- Abteilung Pflegeheime und Adoptionsvermittlung (afdeling verpleegtehuis en adoptiebemiddeling)
  - Inge Viermetz

- Heimaufnahme (opname in een huis)
  - Inge Viermetz (september 1939)

- Abteilung Kriegswaisen (afdeling oorlogswees)
  - Inge Viermetz (maart 1941 - mei 1941)

- Hauptabteilung Arbeit (A) (Hoofdafdeling A (opname, voogdij, pleegouders- en adoptiebemiddeling, statistiek, registratie))
  - Inge Viermetz (september 1941  - mei 1942)
  - Ernst Ragaller (september 1941  - december 1941)

## Organisatie van 1941[4]
- Hauptabteilungen Arbeit (A) (Hoofdafdeling arbeid)
  - Inge Viermetz
  - Ernst Ragaller
  - Willy Ziesmer

- Hauptabteilungen Personal (P) (Hoofdafdelingen personeel)

- Hauptabteilungen SS-Kriegswaisen (K) (Hoofdafdelingen SS-oorlogswees)
  - Willy Ziesmer

- Hauptabteilungen Verwaltung (V) (Hoofdafdelingen administratie)

- Hauptabteilungen Finanzen (F)  (Hoofdafdelingen financiën)

## Toegevoegd van 1943
- Hauptabteilung Gesundheit (G) (Gesundheitswesen) (Hoofdafdeling gezondheid)
  - SS-Oberführer Gregor Ebner

- Hauptabteilung Recht (R) (Hoofdafdeling recht)
  - SS-Sturmbannführer Dr. Günther Tesch
  - Plaatsvervanger SS-Obersturmbannführer Hans-Hilmar Staudte

### Engeland/Verenigde Staten
- (en)  Catrine Clay & Michael Leapman: Master race: the Lebensborn experiment in Nazi Germany. Publisher: Hodder & Stoughton, 1995. ISBN 0-340-58978-7. (German version: Herrenmenschen - Das Lebensborn-Experiment der Nazis. Publisher: Heyne-TB, 1997)
- (en)  "Children of World War II: the Hidden Enemy Legacy." Ed. Kjersti Ericsson and Eva Simonsen. New York: Berg Publishers, 2005.
- (en)  Marc Hillel and Clarissa Henry: Of Pure Blood. Published 1976. ISBN 0-07-028895-X (French version: Au nom de la race. Publisher: Fayard)
- (en)  Trials of War Criminals - Before the Nuernberg Military Tribunals Under Control Council Law No. 10. Vol. 5: United States v. Ulrich Greifelt, et al. (Case 8: 'RuSHA Case'). Publisher: US Government Printing Office, District of Columbia, 1950.
- (en)  Thompson, Larry V. Lebensborn and the Eugenics Policy of the Reichsführer-SS. Central European History 4 (1971): 54-77.
- (en)  Wältermann, Dieter. The Functions and Activities of the Lebensborn Organisation Within the SS, the Nazi Regime, and Nazi Ideology. The Honors Journal II (1985: 5-23).

### Frankrijk
- (fr)  Marc Hillel, Au nom de la race, Éditions Fayard, 1975. ISBN 2-2530-1592-X
- (fr)  Nancy Huston, Lignes de faille, Éd. Actes Sud, 2006. ISBN 2-7427-6259-0
- (fr)  Nancy Huston, Fault Lines, Atlantic Books, ISBN 978-1-84354-852-2, 2007
- (fr)  Katherine Maroger, Les racines du silence, Éditions Anne Carrière, 2008. ISBN 978-2-8433-7505-7
- (fr)  Boris Thiolay: Lebensborn. La fabrique des enfants parfaits. Enqête sur ces Francais nés dans les maternités SS. (Titel aus dem Französischen übersetzt: Lebensborn. Die Fabrik der perfekten Kinder). Éditions Flammarion, Paris, 2012.

### Duitsland
- (de)  Dorothee Schmitz-Köster: Deutsche Mutter bist du bereit - Alltag im Lebensborn. Publisher: Aufbau-Verlag, 2002.
- (de)  Gisela Heidenreich: Das endlose Jahr. Die langsame Entdeckung der eigenen Biographie - ein Lebensbornschicksal. Published: 2002.
- (de)  Georg Lilienthal: Der Lebensborn e. V. - Ein Instrument nationalsozialistischer Rassenpolitik. Publisher: Fischer, 1993 (possibly republished in 2003).
- (de)  Kare Olsen: Vater: Deutscher. - Das Schicksal der Norwegischen Lebensbornkinder und ihrer Mütter von 1940 bis heute. Published 2002. (the authoritative resource on Lebensborn in Norway and available in Norwegian: Krigens barn: De norske krigsbarna og deres mødre. Published: Aschehoug 1998. ISBN 82-03-29090-6)
- (de)  Jörg Albrecht: Rohstoff für Übermenschen. Published: Artikel in Zeit-Punkte 3/2001 zum Thema Biomedizin, S. 16-18.
- (de)  Benz, W.; Graml, H.; Weiß, H.(1997): Enzyklopädie des Nationalsozialismus. Published: Digitale Bibliothek, cd-rom, band 25, Directmedia GmbH, Berlijn.

### Noorwegen
- (de)  Kåre Olsen: „Vater: Deutscher.“ Das Schicksal der norwegischen Lebensbornkinder und ihrer Mütter von 1940 bis heute. Campus, Frankfurt 2002, ISBN 3-593-37002-6